# Stephen Leacock
Stephen Butler Leacock, (30 de diciembre de 1869  – 28 de marzo de 1944) fue un escritor, economista y humorista canadiense.

## Biografía
Leacock nació en Swanmore, Hampshire, Inglaterra, y a la edad de seis años se mudó a Canadá con su familia que se estableció en una granja en Ontario. Su padre, Peter, había sido expulsado de la casa paterna por casarse con Agnes Butler sin el permiso de sus padres. La granja no permitía sobrevivir a la familia (Leacok era el tercero de once hermanos) y esta fue sostenida por el dinero enviado por el abuelo de Leacock.
Leacock fue enviado por su abuelo a la escuela de elite Upper Canada College en Toronto, donde también estudiaron sus hermanos mayores. En 1887, para defender a su madre y hermanos contra los abusos de un padre alcohólico, Leacok le ordenó abandonar la casa familiar y no fue visto nunca más. Ese mismo año, Leacok inició sus estudios en la Universidad de Toronto, pero no pudo retomarlos el año siguiente como consecuencia de dificultades financieras. Dejó la universidad para empezar a trabajar enseñando.
Como profesor en el Upper Canada College, su alma mater, pudo asistir simultáneamente a clases a medio tiempo en la Universidad de Toronto y, en 1891, obtuvo su grado. Fue en este período que fue publicado su primer escrito en The Varsity, un periódico universitario.
En 1899, inició estudios de posgrado en la Universidad de Chicago, donde obtuvo un doctorado en ciencia política y economía política. Se mudó de Chicago a Montreal, donde se convirtió en conferencista y jefe del departamento de economía política de la Universidad McGill.

## Carrera literaria

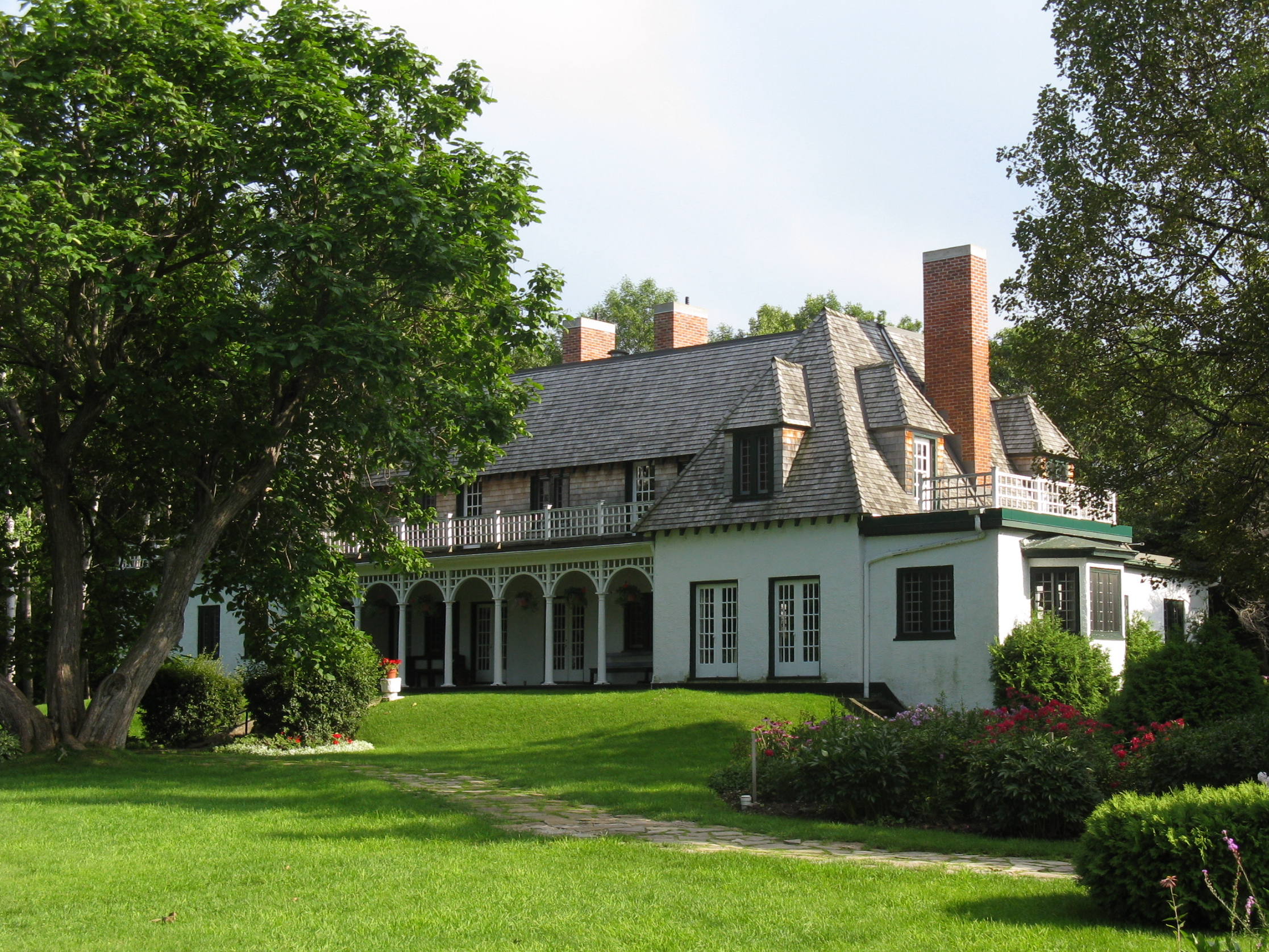
Casa de Stephen Leacock en Orillia, Ontario.

Al inicio de su carrera, Leacock recurrió a la ficción, el humor y los cortos reportajes para completar (y finalmente exceder) su ingreso regular. Sus historias, publicadas primero en revistas en Canadá y Estados Unidos, y luego en forma de novela, se volvieron extremadamente populares en todo el mundo. Entre los años 1915 y 1925, Leacock fue el humorista más popular en el mundo anglohablante.
Stephen Leacok, en Toronto, disfrutaba leyendo el humor fresco de un joven en Nueva York llamado Robert Benchley. Leacock estableció correspondencia con Benchley, lo animó a seguir con su trabajo y le imploró que compilara su trabajo en un libro. Cerca del final de su vida, el comediante estadounidense Jack Benny relató cómo había sido iniciado en las obras de Leacock por Groucho Marx cuando ambos eran jóvenes comediantes vaudeville. Benny reconoció la influencia de Leacock y, cincuenta años después de leerlo por primera vez, seguía considerando a Leacock como uno de sus actores cómicos favoritos.
Si bien Leacock escribió artículos académicos y libros relativos a su campo de estudio, su teoría política no ha sido dejada de lado. Leacock fue premiado con la Medalla Lorne Pierce de la Royal Society of Canada en 1937 por su trabajo académico.

## Obras
- Elements of Political Science (1906)
- Baldwin, Lafontaine, Hincks: Responsible Government (1907)
- Practical Political Economy (1910)
- Literary Lapses (1910)
  - includes "The New Food"
- Nonsense Novels (1911)
- Sunshine Sketches of a Little Town (1912)
- Behind the Beyond (1913)
- Adventurers of the Far North (1914)
- The Dawn of Canadian History (1914)
- The Mariner of St. Malo (1914)
- Arcadian Adventures with the Idle Rich (1914)
- Moonbeams from the Larger Lunacy (1915)
- Essays and Literary Studies (1916)
- Further Foolishness (1916)
- Frenzied Fiction (1918)
- The Hohenzollerns in America (1919)
- Winsome Winnie (1920)
- The Unsolved Riddle of Social Injustice (1920)
- My Discovery of England (1922)
- College Days (1923)
- Over the Footlights (1923)
- The Garden of Folly (1924)
- Mackenzie, Baldwin, Lafontaine, Hincks (1926)
- Winnowed Wisdom (1926)
- Short Circuits (1928)
- The Iron Man and the Tin Woman (1929)
- Economic Prosperity in the British Empire (1930)
- The Economic Prosperity of the British Empire (1931)
- The Dry Pickwick (1932)
- Afternoons in Utopia (1932)
- Mark Twain (1932)
- Charles Dickens: His Life and Work (1933)
- Humour: Its Theory and Technique, with Examples and Samples (1935)
- Hellements of Hickonomics in Hiccoughs of Verse Done in Our Social Planning Mill (1936)
- Funny Pieces (1936)
- The Greatest Pages of American Humor (1936)
- Here Are My Lectures (1937)
- Humour and Humanity (1937)
- My Discovery of the West (1937)
- Model Memoirs (1938)
- Too Much College (1939)
- The British Empire (1940)
- Canada: The Foundations of Its Future (1941)
- My Remarkable Uncle (1942)
- Our Heritage of Liberty (1942)
- Montreal: Seaport and City (1942)
- Happy Stories (1943)
- How to Write (1943)
- Canada and the Sea (1944)
- While There Is Time (1945)
- Last Leaves (1945)
- The Boy I Left Behind Me (1946)
- Wet Wit and Dry Humor
- Laugh with Leacock
- Back to Prosperity
- The Greatest Pages of Charles Dickens
- Essays and Literary Studies
- My Bank Account

## Adaptaciones cinematográficas
Dos cuentos de Leacock han sido adaptadas como cortos animados de la National Film Board of Canada: Mi carrera financiera y The Awful Fate of Melpomenus Jones.